# Iris assadiana
Iris assadiana  (лат.) — вид однодольных растений рода Ирис (Iris) семейства Ирисовые (Iridaceae). Впервые описан ботаниками Шаукатом Али Чаудхари, Грейс Керквуд и Каролайн Веймут в 1976 году.
Синоним — Iris barnumiae var. zenobiae Mouterde.

## Распространение и среда обитания
Эндемик Сирии.
Растёт в пустынях и на меловых холмах, на высотах 800—1000 м.

## Ботаническое описание
Корневищный геофит около 15 см высотой.
Листья сильно изогнуты.
Цветки чёрного, тёмно-бордового и фиолетового цвета.